# Chiesa cattolica in Iraq
La Chiesa cattolica in Iraq è parte della Chiesa cattolica universale in comunione con il vescovo di Roma, il papa. È formata da Chiese sia di rito orientale sia di rito latino. Il gruppo più rappresentativo, che raccoglie i tre quarti di tutti i cristiani iracheni, è costituito dalla Chiesa cattolica caldea, il cui capo ha il titolo di Patriarca di Babilonia dei Caldei; tale chiesa utilizza come lingua liturgica l'aramaico. Esistono inoltre comunità siro-cattoliche, armeno-cattoliche, greco-cattoliche e latine. Attualmente nella capitale Baghdad ci sono sessantacinque chiese cristiane, oltre ai conventi. Circa metà delle chiese sono cattoliche.
Il 9 febbraio 2010 i capi religiosi di tutte le Chiese cristiane presenti in Iraq hanno istituito il «Consiglio dei capi delle comunità cristiane in Iraq». Scopo dell'iniziativa è creare una linea unitaria di dialogo col paese. Il Consiglio è l'unico organo che parla a nome di tutti i cristiani iracheni. Primo segretario generale è mons. Avak Asadorian, vescovo della Chiesa armena; il suo vice è mons. George Casmoussa, vescovo siro-cattolico di Mosul. I temi principali che affronterà il Consiglio sono la diaspora cristiana e il dialogo con i musulmani.

## Storia

### Dalle origini al XX secolo
La storia del Cristianesimo in Iraq ha tradizioni antichissime. Secondo la tradizione, la presenza dei cristiani in Iraq trae origine dalla predicazione di San Tommaso apostolo che giunse in Mesopotamia dopo la distruzione del Tempio di Gerusalemme (70 d.C.). La tradizione attribuisce la fondazione della Chiesa cristiana in Mesopotamia a due discepoli di San Tommaso: Taddeo di Edessa e Mar Mari.

Le più antiche testimonianze documentate (storiche ed archeologiche) della presenza di fedeli di Gesù risalgono ai primi decenni del II secolo.

Durante il III secolo la Chiesa della Mesopotamia perse i collegamenti con le Chiese dell'Impero romano e passò definitivamente sotto la dominazione persiana. Nel IV secolo venne organizzato il primo concilio interno alla Chiesa di Mesopotamia (oggi definita "Assira").

I cristiani in Iraq hanno vissuto soprattutto nelle maggiori città: Baghdad, Kirkuk, Mosul e Bassora.
Il regime di Saddam Hussein (1979-2003) diede un duro colpo alla libertà dei cristiani nazionalizzando le loro scuole. Inoltre i cristiani vennero discriminati rispetto ai musulmani. Una legge stabilì che nelle scuole statali si potesse insegnare storia del cristianesimo solo se almeno un quarto degli alunni era cristiano. Ma bastava la presenza di un alunno musulmano per imporre a tutti lo studio del Corano.
La comunità cristiana finì anche nel mirino dei ribelli curdi, che colpirono numerosi villaggi cristiani tra il 1978 e il 1980, con il pretesto che fossero «alleati» di Saddam. Saddam ebbe un cristiano quale vice presidente, Mikhail Yuhanna, noto come Tariq Aziz.
Alla fine del XX secolo, c'erano circa 300.000 cattolici in Iraq, meno dell'1% della popolazione.

### Dal 2003 ad oggi
La nuova Costituzione irachena, approvata con un referendum popolare nel 2005, garantisce il rispetto della libertà religiosa, ma nello stesso tempo afferma che «non può essere approvata alcuna legge in contrasto con le indiscusse regole dell'islam». Dopo il crollo della dittatura, nel 2003, ed il ritorno alla democrazia è caduto il divieto di stampare opere religiose non musulmane. Si possono stampare di nuovo libri cristiani in Iraq. Ma nello stesso tempo si è accresciuto in tutto il Paese il radicalismo islamico e, con esso, l'intolleranza religiosa. Sono stati soprattutto gli sciiti a colpire i cristiani. Gli attacchi, inizialmente isolati, si sono trasformati in una persecuzione. Sono state stilate vere e proprie liste di proscrizione.
In soli cinque anni (2003-2008) la popolazione cristiana dell'Iraq è passata da 800 000 a 450 000 fedeli.. Oltre 65 chiese sono state attaccate o distrutte in una trentina di attentati. Chi è uscito dal Paese si è recato in Europa o nell'America del Nord, o in paesi vicini, come Giordania e Siria. Parlando dei rapporti tra cristiani e musulmani, il patriarca della Chiesa caldea, Emmanuel III Delly ha dichiarato: «Per quattordici secoli, abbiamo convissuto con spirito di tolleranza e fraternità, condividendo la vita e costruendo insieme la nostra amata patria. Non dobbiamo lasciare che le forze oscure che vengono dall'esterno smembrino la nostra unità nazionale.
Papa Francesco, primo papa nella storia, si è recato in Iraq dal 5 all'8 marzo 2021. La visita del pontefice ha avuto un'importanza storica non solo per la comunità cristiana irachena e degli altri paesi del Medio Oriente ma anche per la speranza di un futuro di convivenza pacifica tra i gruppi religiosi della regione, come ha affermato lo stesso papa Francesco in occasione dell'incontro con il grande ayatollah Ali al-Sistani.
Principali delitti contro i cristiani in Iraq dal 2003
- 8 agosto 2004: sei autobomba esplodono a pochi minuti di distanza l'una dall'altra davanti a cinque chiese cristiane, quattro a Baghdad e una a Mosul. Il bilancio è di 18 morti e una sessantina di feriti[11];
- 7 agosto 2004: l'episcopio caldeo e una chiesa armena ortodossa di Mosul vengono demolite da esplosioni provocate da azioni di commando;
- 29 gennaio 2006: una serie di esplosioni coordinate nei pressi di chiese ed edifici cristiani a Kirkuk e Baghdad uccide tre persone e ne ferisce nove;
- 9 ottobre 2006: il sacerdote siro-ortodosso Paulos Iskandar viene rapito a Mosul. Sarà ritrovato decapitato due giorni dopo
- 26 novembre 2006: Monther Saqa, pastore di una chiesa cristiana evangelica di Mosul, viene rapito e ritrovato ucciso il giorno seguente;
- 3 giugno 2007: a Mosul viene assalito il parroco Ragheed Aziz Ghanni, la cui automobile viene fermata da uomini armati. Il sacerdote e tre suddiaconi che lo accompagnano sono uccisi;
- 6 gennaio 2008: a Mosul la chiesa caldea di San Paolo viene quasi distrutta da un'esplosione; sono colpite anche una chiesa nestoriana e il convento delle suore domenicane "Jadida". Tre giorni dopo esplode un'autobomba contro la cattedrale caldea del Sacro Cuore e la chiesa di Sant'Efrem dei siro-ortodossi;
- 29 febbraio 2008: viene rapito l'arcivescovo caldeo di Mosul Paulos Faraj Rahho; i suoi tre accompagnatori sono assassinati sul posto. Il cadavere dell'arcivescovo sarà ritrovato il 12 marzo. Dalla città sul Tigri, nei mesi successivi, fuggono migliaia di famiglie cristiane, soprattutto in Libano o in Siria, chiedendo all'ONU la condizione di rifugiato[2].
- 5 aprile 2008: a Baghdad viene ucciso a colpi d'arma da fuoco il sacerdote siro-ortodosso Youssef Adel.

Dopo i delitti accaduti nel 2008, oltre 15.000 cristiani hanno lasciato il Paese per la Siria, il Libano, la Turchia. Oggi in Iraq di fronte alle chiese non si possono parcheggiare né possono transitare automobili. 

Louis Sako, arcieparca di Kirkuk, ha affermato che, da quando il fondamentalismo ha rialzato la testa nel 2003, si sono contati 710 martiri cristiani in tutto il Paese. Milizie fondamentaliste hanno preso a imporre la tassa che, per il Corano, devono pagare i fedeli di altre religioni.

Nel giro di quattro anni (2005-2009), i cristiani fuggiti da Baghdad, Bassora e Mosul si sono rifugiati in Kurdistan, nella capitale Erbil. Il sobborgo di Ankawa, cittadella cristiana di Erbil, è passato da 8.000 a oltre 35.000 abitanti cristiani. Ad Ankawa si sono trasferiti anche il seminario di Baghdad e la facoltà teologica della capitale.

Alle elezioni locali del 2009, sono stati riservati ai cristiani solo un seggio nel distretto di Baghdad, uno a Mosul ed uno a Bassora.
Il 31 ottobre 2010 è avvenuto «il più sanguinario attacco dalla fine della seconda guerra mondiale contro i cristiani iracheni»: un gruppo di terroristi ha fatto irruzione nella chiesa siro-cattolica di Nostra Signora della Salvezza e ha preso in ostaggio i fedeli. Poi ha compiuto un massacro: almeno 58 persone sono morte e 75 sono rimaste ferite. La chiesa si trova nel quartiere Karrada. Nelle settimane successive diversi raid anti-cristiani sono stati compiuti ad Almiriya, al Mansour, Dora, Zaytouna, Camp Sara, i quartieri misti cristiano-sunniti della capitale. Quaranta delle sessantacinque chiese della capitale sono state colpite almeno una volta. Nel Paese mediorientale la persecuzione religiosa è ormai così sistematica che la Commissione USA sulla libertà religiosa ha inserito l'Iraq nella lista dei «paesi particolarmente preoccupanti». Nel 2011 l'organizzazione non governativa internazionale «Porte Aperte» (Open Doors International), che tutti gli anni compila la lista dei paesi più violenti nei confronti dei cristiani, ha collocato l'Iraq all'ottavo posto, mentre nel rapporto del 2010 occupava il diciassettesimo.
L'ondata di persecuzione ha avuto una recrudescenza nel 2014: il 9 giugno i jihādisti di Abu Bakr al-Baghdadi hanno occupato la città di Mosul e il 6 agosto successivo sono dilagati nella piana di Ninive. L'occupazione, durata circa un anno, ha avuto lo scopo di costringere i cristiani a ripudiare la loro religione.

Il patriarca caldeo Louis Sako ha affermato che dopo la caduta del regime di Saddam Hussein sono stati uccisi 1.200 cristiani (tra cui cinque sacerdoti e l'arcivescovo Paulos Rahho), danneggiate 62 chiese e messi in fuga oltre 100.000 profughi derubati di tutti i loro averi.
Secondo il rapporto intitolato Perseguitati e Dimenticati. Rapporto sui Cristiani oppressi in ragione della loro fede tra il 2013 e il 2015, che il 22 ottobre 2024 è stato presentato dalla fondazione pontificia «Aiuto alla Chiesa che Soffre», al giugno 2024 il numero di battezzati in Iraq era pari allo 0,5% della popolazione. Il rapporto ha analizzato i dati di 18 Paesi-chiave nel periodo compreso tra l'agosto 2022 e il giugno 2024.

## Diocesi
- Chiesa latina
  - Arcidiocesi di Baghdad

- Chiesa cattolica caldea
  - Patriarcato di Baghdad dei Caldei
  - Arcieparchia di Baghdad (sede propria del patriarcato)
    - Eparchia di Alqosh
    - Eparchia di Duhok
    - Eparchia di Zākhō

  - Arcieparchia di Arbil
  - Arcieparchia di Bassora
  - Arcieparchia di Kirkuk
  - Arcieparchia di Mosul e Aqra

- Chiesa armeno-cattolica
  - Arcieparchia di Baghdad

- Chiesa cattolica sira: In Iraq il numero di fedeli siro-cattolici si aggira sulle 90.000 unità (2010).
  - Arcieparchia di Baghdad
  - Arcieparchia di Mosul
  - Eparchia di Adiabene
  - Esarcato patriarcale di Bàssora e Golfo

- Chiesa cattolica greco-melchita
  - Esarcato patriarcale dell'Iraq

## Nunziatura apostolica
Fin dall'Ottocento è esistita nel Paese la delegazione apostolica della Mesopotamia, Kurdistan e Armenia Minore, divenuta nel primo dopoguerra delegazione apostolica dell'Iraq. Il 26 agosto 1966 Santa Sede ed Iraq hanno stabilito relazioni diplomatiche. La nunziatura apostolica d'Iraq è stata istituita il 14 ottobre 1966 con il breve Quantum utilitatis di papa Paolo VI. Dal 1994 al 2019 il nunzio apostolico ha ricoperto l'incarico di nunzio anche in Giordania.

### Delegati apostolici
- Henri-Marie Amanton, O.P. † (25 maggio 1860 - prima del 7 marzo 1865 dimesso)[19]
- Nicolás Castells, O.F.M.Cap. † (23 novembre 1866 - 7 settembre 1873 deceduto)[20]
- Zaccaria Fanciulli, O.F.M.Cap. † (7 settembre 1873 succeduto[21] - 4 novembre 1873 deceduto)
- Eugène-Louis-Marie Lion, O.P. † (13 marzo 1874 - 8 agosto 1883 deceduto)[22]
- Henri-Victor Altamayer, O.P. † (4 aprile 1884[23] - 28 agosto 1902 ? dimesso)
- Désiré-Jean Drure, O.C.D. † (5 marzo 1904 - 28 maggio 1917 deceduto)
- François de Berré, O.P. † (19 settembre 1922 - 4 maggio 1929 deceduto)
- Antonin-Fernand Drapier, O.P. † (23 novembre 1929 - 19 novembre 1936 nominato delegato apostolico in Indocina)
- Georges-Marie-Joseph-Hubert-Ghislain de Jonghe d'Ardoye, M.E.P. † (16 ottobre 1938 - 6 luglio 1947 nominato delegato apostolico in Indonesia)
- Armand-Etienne M. Blanquet du Chayla, O.C.D. † (20 novembre 1948 - 17 settembre 1964 dimesso)
- Paul-Marie-Maurice Perrin † (31 luglio 1965 - 14 ottobre 1966 nominato pro-nunzio apostolico)

### Nunzi apostolici
- Paul-Marie-Maurice Perrin † (14 ottobre 1966 - 16 gennaio 1970 nominato nunzio apostolico in Etiopia)
- Paolo Mosconi † (11 aprile 1970 - maggio 1971 ritirato)
- Jean-Édouard-Lucien Rupp † (8 maggio 1971 - 13 luglio 1978 nominato osservatore permanente della Santa Sede presso l'Ufficio delle Nazioni Unite ed Istituzioni specializzate a Ginevra)
- Antonio del Giudice † (22 dicembre 1978 - 20 agosto 1982 deceduto)
- Luigi Conti † (19 novembre 1983 - 17 gennaio 1987 nominato nunzio apostolico in Ecuador)
- Marian Oles † (28 novembre 1987 - 9 aprile 1994 nominato nunzio apostolico in Kazakistan, Kirghizistan e Uzbekistan)
- Giuseppe Lazzarotto (23 luglio 1994 - 11 novembre 2000 nominato nunzio apostolico in Irlanda)
- Fernando Filoni (17 gennaio 2001 - 25 febbraio 2006 nominato nunzio apostolico nelle Filippine)
- Francis Assisi Chullikatt (29 aprile 2006 - 17 luglio 2010 nominato osservatore permanente della Santa Sede presso l'Organizzazione delle Nazioni Unite)
- Giorgio Lingua (4 settembre 2010 - 17 marzo 2015 nominato nunzio apostolico a Cuba)
- Alberto Ortega Martín (1º agosto 2015 - 7 ottobre 2019 nominato nunzio apostolico in Cile)
- Mitja Leskovar (1º maggio 2020 - 16 aprile 2024 nominato nunzio apostolico nella Repubblica Democratica del Congo)

## Assemblea degli ordinari
Elenco dei presidenti dell'Assemblea dei vescovi cattolici d'Iraq:
- Patriarca Paul II Cheikho (1976 - 13 aprile 1989)
- Patriarca Rafael I Bidawid (11 giugno 1989 - 7 luglio 2003)
- Cardinale patriarca Emmanuel III Delly (3 dicembre 2003 - 19 dicembre 2012)
- Cardinale patriarca Louis Raphaël I Sako, dal 31 gennaio 2013